# Hakha
Hakha (in birmano: ဟားခား‌မ္ရုိ့; MLCTS: ha: hka: mrui.; precedentemente chiamata Haka) è la capitale dello Stato Chin in Birmania (Myanmar).

## Geografia fisica
Il nome indigeno della città era Halkha. Situata a 22°65' di latitudine nord e a 93°62' di latitudine est, la città è a circa 200 m di altezza sopra il livello del mare. Il clima è monsonico quindi con umide, calde e piovose estati e inverni secchi e miti con temperature al minimo di 27 °C. 

## Geografia umana
La popolazione è formata da Chin e Bamar.